# Joodse begraafplaats (Zuidland)
De Joodse begraafplaats in Zuidland in de Nederlandse provincie Zuid-Holland dateert van 1888 en is gelegen aan de Kerkweg.
De joodse inwoners van Zuidland behoorden tot 1887 bij Heenvliet. In dit jaar kreeg Zuidland een zelfstandige synagoge en in 1888 ook een eigen begraafplaats. Na een scheuring in 1911 gingen de meer orthodoxe joden weer naar de synagoge in Heenvliet. De overigen hielden hun dienst vanaf die tijd in een woonkamer. Alle joodse inwoners van Zuidland zijn in 1942 gedeporteerd naar de vernietigingskampen en daar vermoord.
Er zijn 5 grafstenen bewaard gebleven, maar oudere inwoners vertellen dat er nog een klein steentje heeft gestaan van Daniel de Beer, het oudste zoontje van Levie de Beer en Antje Levie, dat, acht jaar oud, in Zwartewaal overleed
De joodse begraafplaats wordt vanaf 1965 onderhouden door de gemeentelijke overheid en is in 1991 gerestaureerd.